# Thelma Madrigal
Thelma Madrigal Gálvez (Ciudad de México; 31 de diciembre de 1984) es una actriz, modelo y bailarina mexicana.

## Biografía
Se capacitó como actriz en el Centro de Educación Artística, en 2010.
En el mismo año la actriz recibe la participación en la telenovela mexicana de Televisa, Para volver a amar interpretando a Paola González Palacios, el año siguiente fue nominada a Mejor actriz revelación en 2011.
En 2011 obtiene un rol protagónico en la telenovela Esperanza Del Corazón junto a Mané de la Parra de Luis de Llano Macedo donde comparte créditos con Lucía Méndez. 
En 2012 antagoniza en la telenovela: La mujer del vendaval, con José Ron y Ariadne Díaz.
En 2013 protagoniza la telenovela Por siempre mi amor, producción de Ignacio Sada Madero, al lado de Pablo Lyle.
En 2014 la productora MaPat López de Zatarain le da un papel antagónico de la telenovela La sombra del pasado donde comparte créditos con Michelle Renaud, Alejandra Barros, Cynthia Klitbo entre otros.
En 2016 protagoniza la telenovela Corazón que miente, producción también de MaPat López de Zatarain, al lado de Pablo Lyle.
Aunque su último proyecto fue en 2018, desde 2016 no ha vuelto a participar en otros proyectos televisivos como series o telenovelas. Madrigal confirmó que se mudó a Colombia, donde actualmente vive con su familia, y que estaría alejada de la televisión mexicana por un largo período a menos que sea un proyecto que se lleve a cabo entre Colombia y México.

## Filmografía

### Telenovelas
| Año       | Telenovela            | Personaje                     |
| --------- | --------------------- | ----------------------------- |
| 2025      | Regalo de amor        | Ivana                         |
| 2020      | De brutas, nada       |                               |
| 2016      | Corazón que miente    | Mariela Salvatierra Morán     |
| 2014-2015 | La sombra del pasado  | Valeria Zapata Nava           |
| 2013-2014 | Por siempre mi amor   | Aranza de la Riva Arenas      |
| 2012-2013 | La mujer del Vendaval | Nisa Casteló Berrocal         |
| 2011-2012 | Esperanza del corazón | Lisa Duprís Landa             |
| 2010-2011 | Para volver a amar    | Paola "Pao" González Palacios |

### Programas
| Año  | Programa           | Personaje |
| ---- | ------------------ | --------- |
| 2012 | Como dice el dicho | Lucy      |

### Cine
| Año  | Película         | Personaje     |
| ---- | ---------------- | ------------- |
| 2011 | La última muerte | Lizzy Wilkins |

## Premios y nominaciones

### Premios TVyNovelas
| Año  | Categoría               | Telenovela            | Resultado |
| ---- | ----------------------- | --------------------- | --------- |
| 2016 | Mejor actriz juvenil    | La sombra del pasado  | Nominada  |
| 2014 | Mejor actriz juvenil    | La mujer del Vendaval | Nominada  |
| 2012 | Mejor actriz juvenil    | Esperanza del corazón | Nominada  |
| 2011 | Mejor actriz revelación | Para volver a amar    | Nominada  |